# Je suis, tu es
A Je Suis Tu Es című dal a holland popegyüttes a The Shorts 2. kislemeze a Comment ça va című albumról. A dal több országban is megjelent, azonban nem volt akkora siker, mint az előző Comment ça va című dal. Az európai kislemez változat B oldalán egy német nyelvű dal, az Ich Sing című kapott helyet, míg a holland kislemezen ugyanez a dal holland nyelven hallható. A spanyol változaton az One Pair dal kapott helyet.

## Tracklista

### 7 inch kislemez Európa
1. Je Suis Tu Es
2. Ich Sing[2]

### 7 inch kislemez Hollandia
1. Je Suis Tu Es
2. Ik Zing

### 7 inch kislemez Spanyolország
1. Je Suis Tu Es (Yo Soy, Tu Eres)
2. One Pair (Un Par)[3]